# Reelin

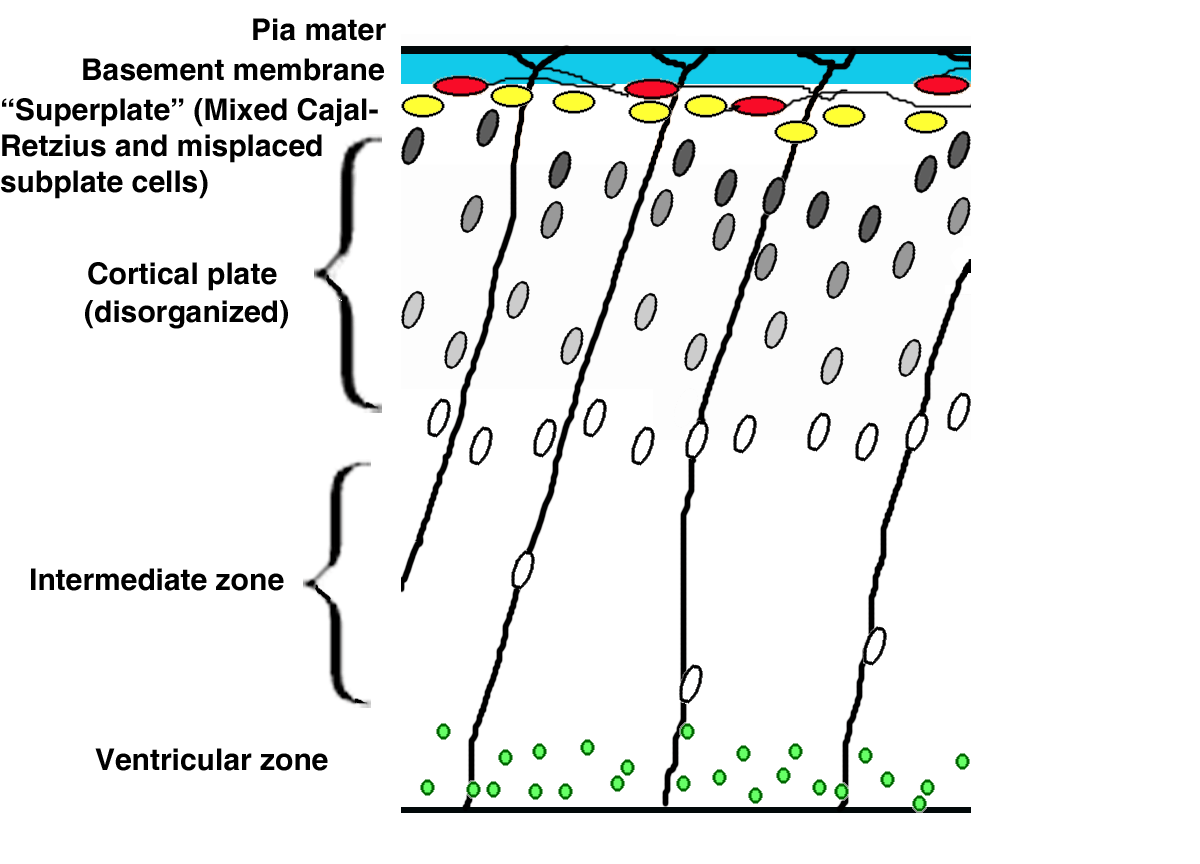
Corticogenes i hjärnan på en muterad reelermus, med upplysande text på engelska

Reelin är ett glykoprotein som hjälper till att reglera neuronmigrationens utveckling vid hjärnan. Förutom denna viktiga roll i den tidiga utvecklingen fortsätter reelin att fungera i den vuxna hjärnan. Den modulerar synapsplasticiteten genom att förbättra LTP.  Namnet reelin kommer av reelermössens/knockoutmössens raglande gång. Reelin spelar en viktig roll vid neurogenes i cortex. Cajal-Retziusneuroner är primitiva, särpräglade och tidigt mogna nerveller som ligger i storhjärnsanlagets ytskikt och bildar reelin. Reelin dirigerar nybildningen av hjärnbarksneuron och vägleder de omogna neuronen till deras rätta platser i den växande hjärnbarken.

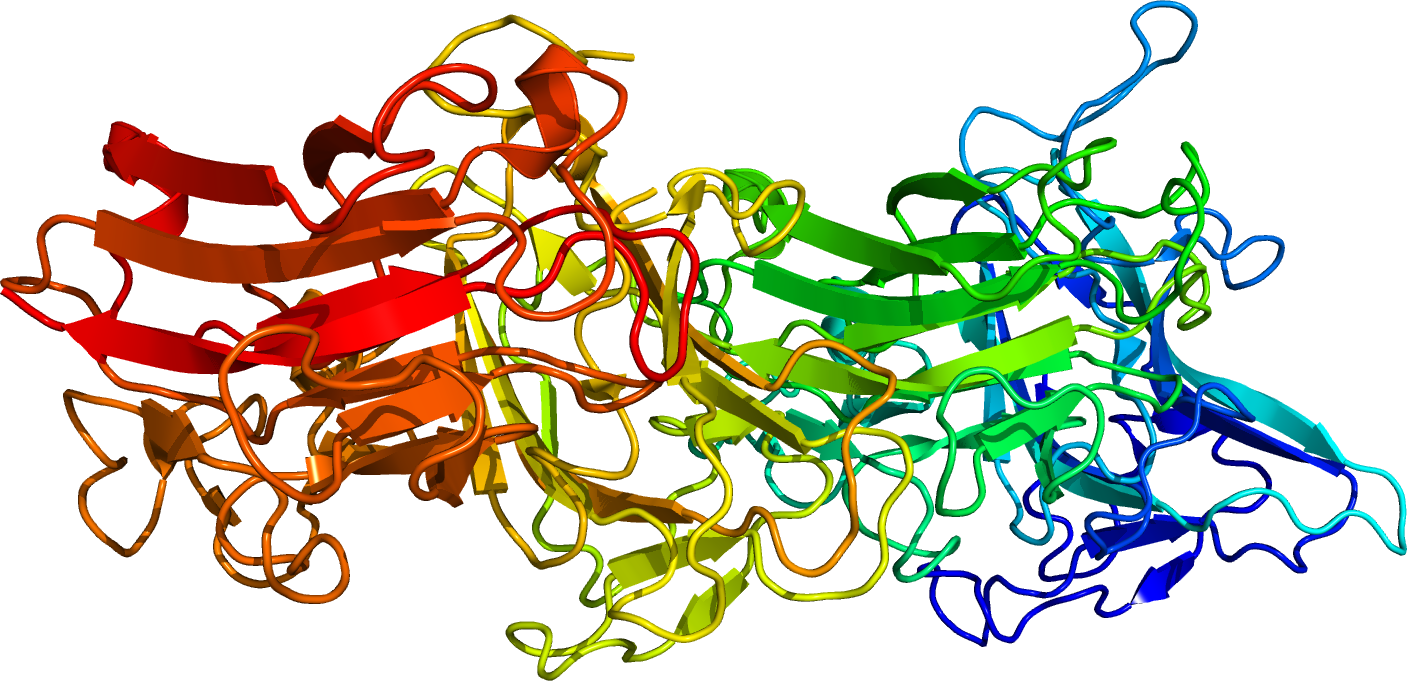
Strukturen på reelinproteinet.

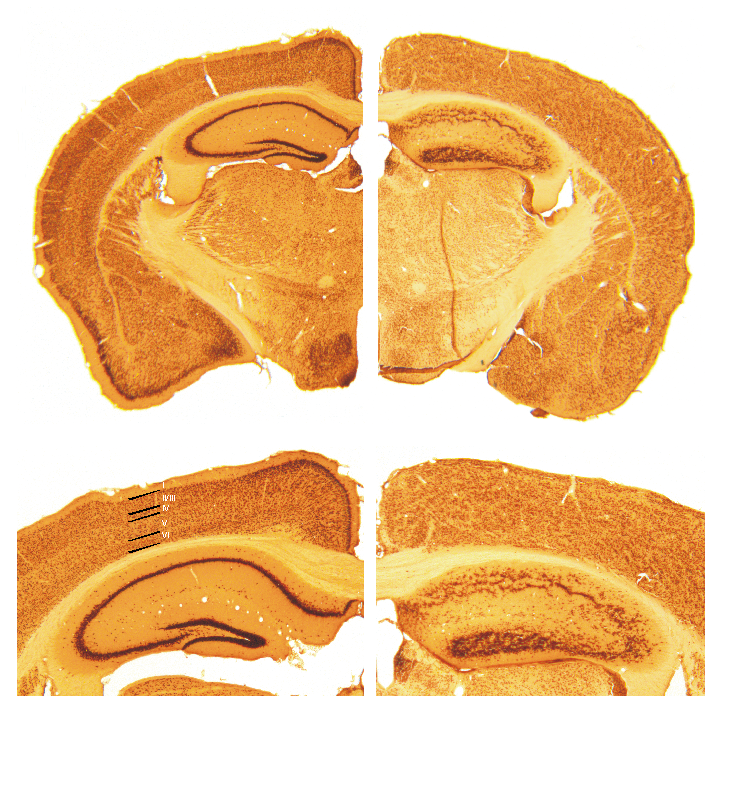
Skivor av hjärnan hos en normal mus och hos en reelermus.

.